# Sonnenuhr (Altes Ägypten)

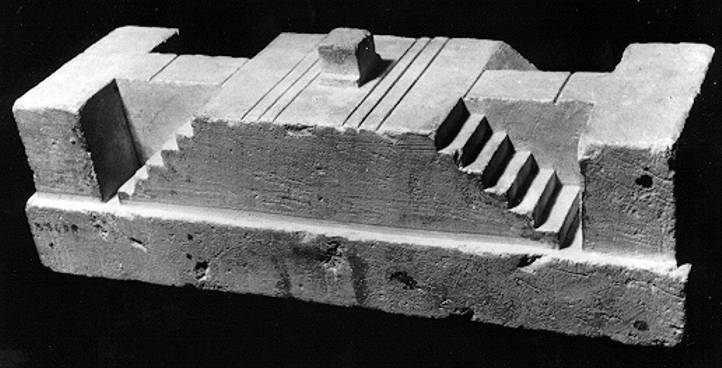
Historisches Modell aus Ägypten.

Die altägyptische Sonnenuhr (auch Schattenuhr) diente der Messung von saisonalen Tagesstunden, die im späteren Verlauf der ägyptischen Geschichte mit der altägyptischen Wasseruhr koordiniert wurden. Die Schwankungsbreite der so gemessenen saisonalen Zeiteinheiten lag zwischen sechs und 18 Tagesstunden.

## Geschichte

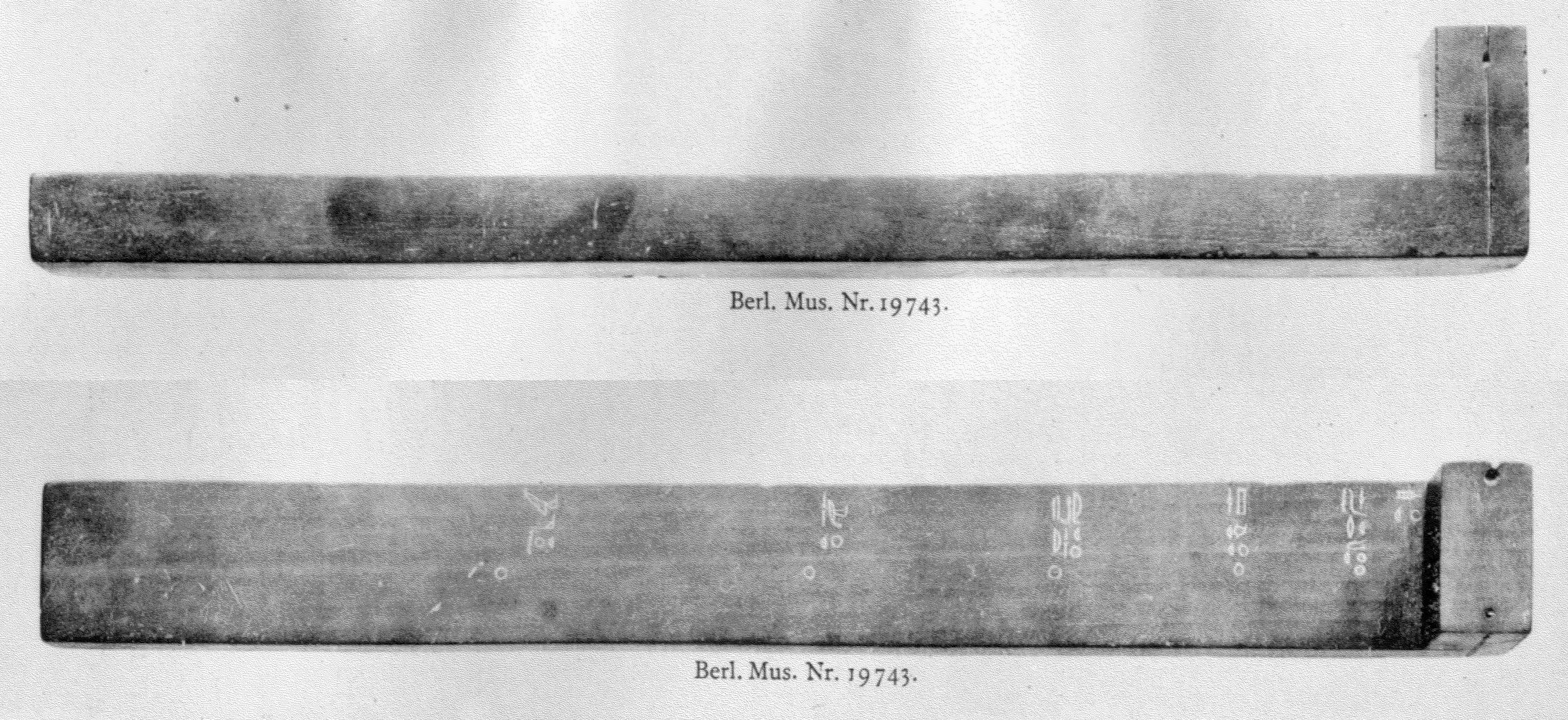
L-förmige Schattenuhr aus der Zeit von Thutmosis III. (Der aufzulegende Querbalken fehlt).

Der Gebrauch von Sonnenuhren ließ im Idealfall eine Untergliederung des ägyptischen Tages in zwölf Stunden zu, die wahrscheinlich erst als Folge der Teilung der Nacht in zwölf Dekan-Stunden entstanden, denn im Alten und Mittleren Reich wurden nur die Stunden der Nacht näher erwähnt. Frühere Texte beziehen sich nur auf allgemeine Angaben der gemessenen Stunden des Tages. Aus der Regierungszeit von Thutmosis III. (1479 bis 1425 v. Chr.) stammt der Fund einer fünfskaligen Sonnenuhr, die mittags, wenn die Sonne im Zenit stand, nach zuvor erfolgter Ostausrichtung um 180° nach Westen gedreht wurde. Diese Technik ermöglichte die Anzeige von zwölf Tagesstunden. Nicht messbar waren mit dieser Sonnenuhr die Zeiträume vor Sonnenaufgang und nach Sonnenuntergang, doch war dies hinsichtlich der Tageseinteilung auch nicht notwendig, da der altägyptische Tag mit Sonnenaufgang begann und mit Sonnenuntergang endete. Der Einsatz von Sonnenuhren dieses Typs ist beispielsweise aus den Texten über die Schlacht bei Megiddo bekannt. Thutmosis III. erwähnte am 19. Schemu I 1457 v. Chr. bei Ankunft des Ortes Qen die siebte Stunde des Tages.
Die Entwicklung der ägyptischen Stundeneinteilung kann höchstwahrscheinlich als Vorläufer für die zweimal zwölf temporalen Stunden der Griechen und Römer angesehen werden, die wiederum die Grundlage für die Einteilung der Planetengötter für jeweils eine Stunde in der Planeten-Tagewoche bilden. Herodot bestritt allerdings einen ägyptischen Einfluss auf die Unterteilung des griechischen Tages in zwölf Teile (mèrea), welche mit Hilfe einer Sonnenuhr mit Gnomon festgestellt wurden. Seine Beschreibungen des zwölfstündigen Tagemodells mit Verweis auf die Herkunft aus Babylonien erscheinen jedoch fragwürdig, da auch Ludwig Borchardt in diesem Zusammenhang auf die babylonische Stundenteilung verwies, die in ihrem Sexagesimalsystem nur eine entsprechende Sechsteilung des Tages beziehungsweise der Nacht kannte.

## Sonnenuhren im Alten Ägypten
Eine für jede Jahreszeit allgemein verwendete Skala führte im Jahresverlauf durch unterschiedliche Tageslängen zu leicht abweichenden Werten. Eine Einführung von äquinoktialen Stunden, die unabhängig von der Jahreszeit 24 gleich lange Zeiteinheiten innerhalb eines Tages ermöglichen, war nicht das Ziel der Ägypter, obwohl sie über das notwendige Wissen verfügten. Sie verzichteten bewusst auf diese Möglichkeit, da der Einsatz von äquinoktialen Stunden nicht mit der bestehenden Mythologie kompatibel war. Dieser Umstand zeigt sich in den Skalen der prinzipiell richtig funktionierenden Streiflicht-Sonnenuhren, die jedoch nach der traditionell religiösen Stundeneinteilung ausgerichtet waren.

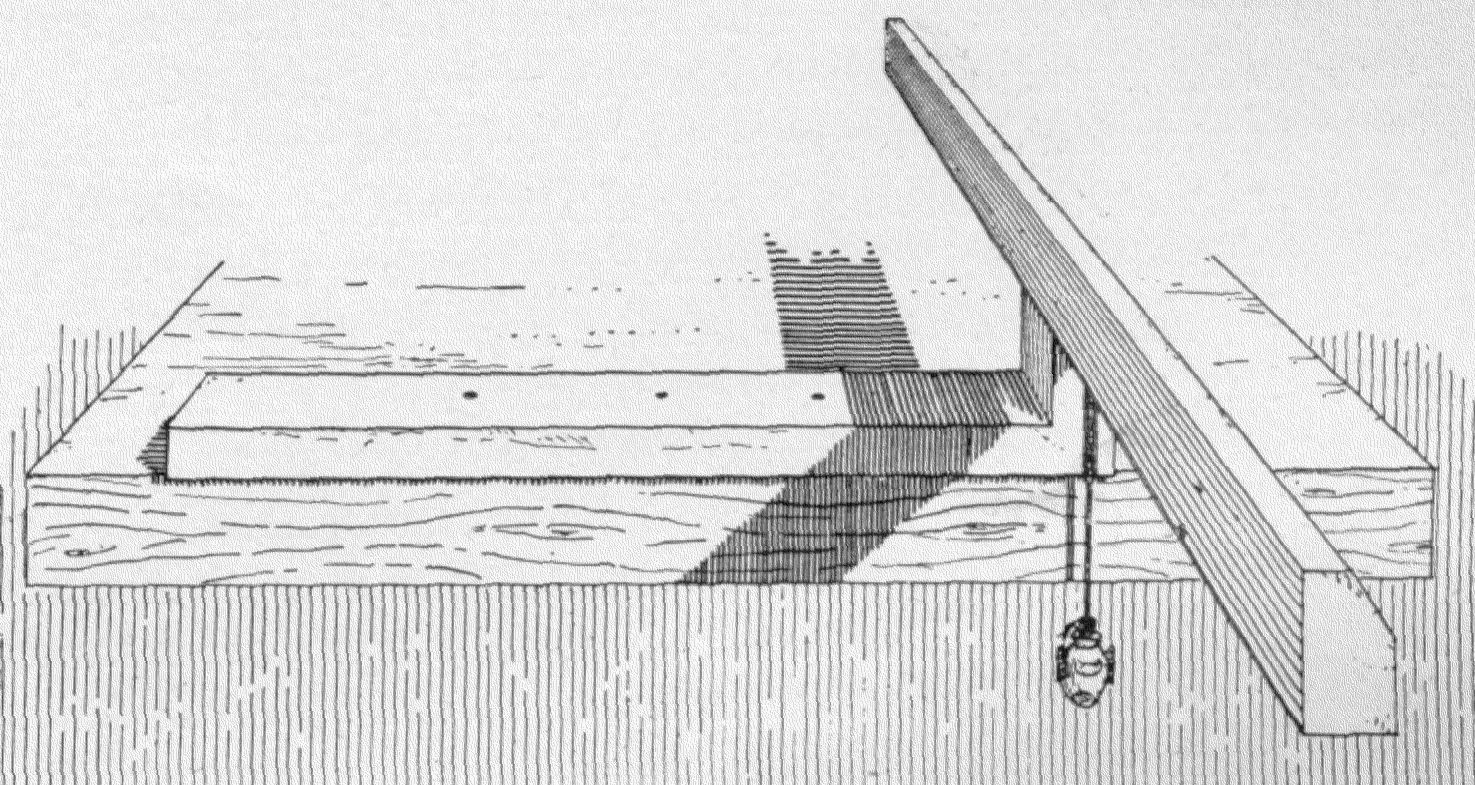
Im Osireion beschriebene Schattenuhr

In diesen Zusammenhang gehören die frühesten Textbelege, die lehrplanmäßige Anweisungen über die Messung von Tagesstunden beinhalten. Die dortigen Ausführungen waren für die Konstruktion einer Sonnenuhr im Osireion bestimmt, die wahrscheinlich aus der Zeit von Sethos I. (1290 bis 1279 v. Chr.) stammen. Nach einer „Vorschrift zur Stundenbestimmung“ wurden die ersten beiden Morgenstunden überhaupt nicht gemessen. Die „Stunde des Mittags“ (Ahat) zählte in der Landwirtschaft als freie Zeit.
Eine solche Sonnenuhr hat eine dreiteilige Skala, mit der vier Stunden der ersten Tageshälfte gemessen werden können, wobei diese Sonnenuhr in der ersten Tageshälfte nach Osten „auf den Sonnengott Re“ ausgerichtet war. Die Dämmerungszeiten konnten mythologisch damals zum altägyptischen Tag gerechnet werden; in den Stundeneinteilungen der Dekane gehörten sie jedoch zur Nacht. Ob dieser Typ Sonnenuhr auch für die zweite Tageshälfte benutzt wurde, bleibt unklar.

## Formen der Sonnenuhren im Alten Ägypten

### Schattenuhr
Die Schattenuhr besteht aus einem Längsbalken, auf dem die jeweiligen Stundenabschnitte markiert sind, und einem vermutlich am Ende des Längsbalkens aufgelegten Querbalken (Vermutung: eine Weih-Elle) als Schattenwerfer. Der Längsbalken wurde in Ost-West-Richtung auf den Boden gelegt. Am Morgen zeigte sein freies Ende nach Westen. Am Mittag wurde die Uhr gedreht (freies Ende des Längsbalkens nach Osten) und so mit demselben Gerät der Sonnenstand der zweiten Tageshälfte angezeigt. Weil der Schattenwerfer waagerecht und nicht parallel zur Erdachse positioniert wurde, war mit ihnen keine von der Jahreszeit unabhängige, über den Tag gleichmäßige Zeitanzeige möglich (siehe Wand-Sonnenuhr, unten).

### Streiflicht-Sonnenuhr
Die älteste bekannte Streiflicht-Sonnenuhr mit schräger Auffangfläche stammt aus der Ptolemäerzeit. Gegenüber der Auffangfläche befindet sich ein vierkantiger Aufsatz als Schattenwerfer. An ihm lässt sich seitlich ein Lot befestigen, um die Uhr waagerecht aufzustellen. Die Sonnenuhr ist so zu drehen, dass die schattenwerfende Kante quer zum Sonnenazimut liegt. Die Auffangfläche ist mit sieben sechsteiligen Skalen versehen, auf der sich die saisonalen Tagesstunden für jeden Monat ablesen lassen. Bruchstück einer Streiflicht-Sonnenuhr (Teil mit Auffangfläche), siehe:. Diese Uhr gehört zu den Höhensonnenuhren. Sie ist die einzige bekannte Sonnenuhr aus dem Alten Ägypten, die in jeder Saison des Jahres richtig anzeigte.

### Wand-Sonnenuhr
Eine mit einer Schnur an eine Wand zu hängende Sonnenuhr stammt aus dem 13. Jahrhundert v. Chr. (Neues Reich). 
Ihre senkrechte Auffangfläche ist halbkreisförmig. Die Ableseskala für zwölf Stunden besteht aus 13 radialen in Stein geritzten Linien, in deren Mittelpunkt sich ein Loch für einen waagerechten schattenwerfenden Bronzestift befindet. Die Linien haben untereinander gleichen Winkelabstand. Der moderne Name einer solchen Uhr ist Kanoniale Sonnenuhr (im Europa des Mittelalters vorwiegend in Klöstern verwendet). Mit ihnen ist keine von der Jahreszeit unabhängige, über den Tag gleichmäßige Zeitanzeige möglich.

## Ausstellungen
Altägyptische Sonnenuhren sind an folgenden Orten zu sehen:
- Berlin: Ägyptisches Museum (alle Arten)
- Brüssel: Königliche Museen für Kunst und Geschichte (Sonnenuhren mit vertikaler und schräger Auffangfläche)
- Kairo: Ägyptisches Museum (alle Arten)
- London: University College (Petrie-Museum) (Sonnenuhren mit schräger Auffangfläche)[13]
- New York: Metropolitan Museum of Art (alle Arten)
- Paris: Collection Hofmann (Sonnenuhren mit schräger Auffangfläche)
- Turin: Museo delle antichità egizie di Torino (Sonnenuhren mit schräger Auffangfläche)
- Rom-Vatikan: Gregoriano Egizio (alle Arten)